# دوار الشمس الأريزوني
دوار الشمس الأريزوني نوع نباتي يتبع جنس دوار الشمس من الفصيلة النجمية.

## البيئة والانتشار
ينتشر في ولاية أريزونا غرب الولايات المتحدة.